# Kangasniemi
Kangasniemi è un comune finlandese di 5154 abitanti, situato nella regione del Savo Meridionale.
È la città natale del pentatleta Tepa Reinikainen.